# Bangkok Bank Football Club
Maillots
Le Bangkok Bank Football Club (en thaï : สโมสรฟุตบอลธนาคารกรุงเทพ), plus couramment abrégé en Bangkok Bank FC, est un ancien club thaïlandais de football fondé en 1955 et disparu en 2008, et basé à Bangkok, la capitale du pays.

## Palmarès
| \| - Championnat de Thaïlande (12) : - Champion : 1964, 1966, 1967, 1969, 1970, 1981, 1984, 1986, 1989, 1994, 1996 et 1996-97. - Coupe de Thaïlande (4) : - Champion : 1980, 1981, 1998 et 1999. \| \| - Coupe de la Reine (3) : - Vainqueur : 1970, 1983 et 2000. \| |  |                                                             |
| - Championnat de Thaïlande (12) : - Champion : 1964, 1966, 1967, 1969, 1970, 1981, 1984, 1986, 1989, 1994, 1996 et 1996-97. - Coupe de Thaïlande (4) : - Champion : 1980, 1981, 1998 et 1999.                                                                         |  | - Coupe de la Reine (3) : - Vainqueur : 1970, 1983 et 2000. |

## Entraîneurs du club
| - Chatchai Paholpat (1990 - 1992) - Withaya Laohakul (1995 - 1997) - Chalermwoot Sa-Ngapol (1999 - 2000) - Wisoot Wichaya (2001 - 2002) |  | - Chalermwoot Sa-Ngapol (2002 - 2005) - Anant Amornkiat (2006 - 2007) - Apiruck Sriaroon (2007) - Wisoot Wichaya (2008) |